# Đăng đàn cung
Đăng đàn cung – hymn Wietnamu w latach 1802–1945, muzykę skomponował w 1802 r. Jean-Baptiste Chaigneau a słowa napisał Ưng Thiều w roku 1932.
Słowa
Kìa, núi vàng bể bạc,

Có sách trời định phận.

Một dòng ta gầy non sông vững chặt.

Đã ba ngàn mấy trăm năm, Bắc Nam cùng một 

nhà, con Hồng cháu Lạc văn minh đào tạo.

Màu gấm hoa càng sẵn, cố yêu nhau, với nhau 

một niềm:

Nguyện nhà Việt Nam muôn đời thạnh trị.